# Florae Sardoae Compendium
Florae Sardoae Compendium (abreviado Fl. Sard. Comp.) es un libro con ilustraciones y descripciones botánicas que fue escrito por el ingeniero ferroviario, botánico, pteridólogo, y filántropo suizo William Barbey. Fue publicado en el año 1884.